# Thor Egberg
Thor August Sigfrid Egberg, född 6 maj 1902 i Voxtorp i Kalmar län, död 19 mars 1973 i Skirö församling i Vetlanda kommun, var en svensk präst och målare.
Han var son till kontraktsprosten August Egberg och Anna Deurell samt från 1938 gift med Maja (Maria) Haglund och bror till Gunnar Egberg. 
Egberg avlade studentexamen i Lund 1922, och blev filosofie kandidat där 1926 och teologie kandidat 1931. Han prästvigdes i Växjö stift 1932 och tjänstgjorde som pastoratsadjunkt i Odensjö och Långasjö församlingar, han blev kyrkoherde i Skirö 1939. Han var sedan barndomen intresserad av teckning och måleri och var som konstnär autodidakt. Hans konst består huvudsakligen av landskapsmotiv ofta från Bohuslän.